# Rasmus Stoklund
Rasmus Stoklund Holm-Nielsen (nascido em 17 de março de 1984 em Fredericia) é um político dinamarquês, membro do Folketing pelo partido Social-Democrata. Ele foi eleito para o parlamento nas eleições legislativas dinamarquesas de 2019.

## Carreira política
Stoklund foi eleito para o parlamento nas eleições de 2019, nas quais recebeu 4541 votos.